# Berkshire Hathaway Energy
Berkshire Hathaway Energy Company (BHE), tidigare Midamerican Energy Holdings Company och MHC, är ett amerikanskt multinationellt företag som är dels ett förvaltningsbolag inom energisektorn. Dels ett fastighetsbolag som bedriver mäklarverksamhet. BHE äger och driver sju energibolag, däribland Midamerican Energy, och energidelen har fler än 13 miljoner kunder i Australien, Kanada, Storbritannien och USA. Det är ett dotterbolag till konglomeratet Berkshire Hathaway.
Företaget är också delägare i den kinesiska biltillverkaren BYD Company.

## Historik
Företagets grundande är okänt men hade namnet Midamerican Energy Holdings Company före den 1 december 1996 när det antog ett nytt namn i MHC Inc. Det hände samtidigt som Midamerican Energy gjorde en omorganisation och blev ett dotterbolag till just MHC. I april 1998 klev man in i fastighetsbranschen när det offentliggjordes att företaget skulle förvärva mäklarfirman Amerus Home Services. Den 12 augusti rapporterades det om att Calenergy skulle förvärva Midamerican Energy för totalt fyra miljarder amerikanska dollar inklusive skulder. Fusionen slutfördes den 12 mars 1999 och antog Midamericans namn. Redan i oktober rapporterades det om att Berkshire Hathaway-ledd investeringsgrupp hade för avsikt att köpa det nya fusionerade företaget för 2,05 miljarder dollar, vilket slutfördes den 14 mars 2000. I slutet av april 2014 bytte företaget namn till det nuvarande.